# З життя відпочивальників
«З життя відпочивальників» (рос. «Из жизни отдыхающих») — радянський художній фільм 1980 року.

## Сюжет
Дощової осені в одному з кримських будинків відпочинку, на тлі нескінченних розмов про здоров'я і життя «закордоном», обов'язкового курортного флірту — зароджується любов двох самотніх і замкнутих людей, які майже змирилися зі своєю самотністю…

## У ролях
- Регімантас Адомайтіс (озвучує  Микола Губенко) —  Олексій Сергійович Павлищев
- Жанна Болотова —  Надія Андріївна
- Георгій Бурков —  Аркадій Павлович, «дипломат»-кухар
- Ролан Биков —  Віктор Леонідович Лісюткін, масовик-витівник
- Анатолій Солоніцин —  Толік Чікін
- Лідія Федосеєва —  Оксана
- Марія Виноградова —  Марго/Маргарита Серафимівна
- Віктор Філіппов —  тракторист-передовик
- Тамара Якобсон —  Ольга Миколаївна
- Резо Есадзе —  фотограф
- Михайло Херхеулідзе —  шашличник

## Знімальна група
- Сценарій і постановка: Микола Губенко
- Оператор-постановник:  Олександр Княжинський
- Художник-постановник: Олександр Толкачов
- Композитор:  Ісаак Шварц